# Clark Pinnock
Clark Pinnock, född 3 februari 1937, död 15 augusti 2010, var en kanadensisk teolog som ansåg vara progressivt evangelikal. Han var professor i Systematisk teologi vid McMaster Divinity College i Kanada.
Pinnock är mest känd för att vara en av frontfigurerna i Öppen teism-rörelsen. Han var initiativtagare till boken "The Openness of God" (1994). Han är också positiv till den karismatiska rörelsen ("Flame of Love" (1999) är hans bok i pneumatologi).
Pinnock är känd för teologiska "resor" där han i sanningssökandets namn frimodigt har bytt ståndpunkt i flera grundläggande frågor.  Han har rört sig från en mer konservativ bibelsyn ("A Defense of Bible Infallibility" 1967) till en mer progressiv sådan ("The Scripture Principle" 1984). Denna försiktiga öppenhet mot den liberala sidan har bland annat lett till boken "Theological Crossfire" (1990) där han för dialog med liberalteologen Delwin Brown. Han har också rört sig från en reformert syn på utkorelse och Guds suveränitet (kalvinism) till den extrema form av arminianism som öppen teism utgör. Ett steg i detta var hans redaktörskap i böckerna "Grace Unlimited" (1975) och "The Grace of God, the Will of Man" (1989), vari ett antal kända evangelikaler (bland andra I Howard Marshall, William Lane Craig, Grant R Osborne och William J Abraham) bidrog med essäer som argumenterade för arminianismen.
År 2003 försökte man utesluta Pinnock ur the Evangelical Theological Society på grund av hans åsikter om öppen teism. Om Gud inte vet framtiden till fullo kan han inte vara allvetande, menade man. Försöket misslyckades dock eftersom man inte kom upp i 2/3 majoritet.